# Гверчино
Джованни Франческо Барбьери по прозванию Гверчино (итал. Giovanni Francesco Barbieri detto il Guercino; 8 февраля 1591, Ченто, Эмилия-Романья — 22 декабря 1666, Болонья) — итальянский рисовальщик, живописец и гравёр академического направления болонской школы. Прозвание «Гверчино» — уменьшительное от итал. guercio — косой, косоглазый.

## Биография

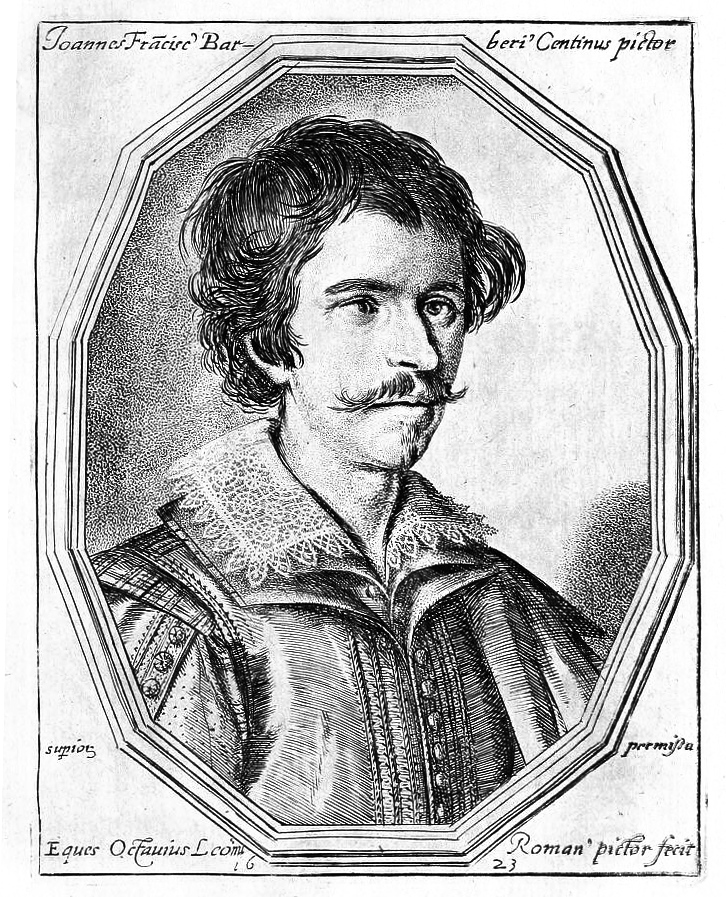
О. Леони. Портрет Гверчино с ярко выраженным косоглазием. Офорт 1731 г. по картине 1623 г.

Джованни Франческо родился в Ченто, городке в долине реки По, на полпути между Болоньей и Феррарой, 8 февраля 1591 года в семье Андреа и Елены Гизеллини. Прозвание «Гверчино», под которым он широко известен, происходит от формы косоглазия, вызванной испугом, который он пережил в детстве. По словам историографа Джованни Баттиста Пассери, его родители были фермерами, а отец — ещё и лесорубом.
В основном самоучка, в возрасте шестнадцати лет он работал подмастерьем в мастерской Бенедетто Дженнари, живописца болонской школы. Первым заказом было украшение фресками Дома Паннини в Ченто (1615—1616), где натурализм пейзажей уже обнаруживает значительную художественную независимость художника, как и его картины «Лунный пейзаж» и «Деревенский концерт». В Болонье Гверчино заслужил похвалу самого Лодовико Карраччи. Гверчино всегда признавал, что на его ранний стиль повлияла «Мадонна», написанная Лодовико Карраччи для церкви капуцинов в Ченто и ласково называемая «Ла Карраччина».
Талант Гверчино был замечен папским легатом в Ферраре — кардиналом Серра, для которого художник написал ряд произведений, среди которых «Самсон, схваченный филистимлянами» (1619) и «Илия, вскормленный воронами» (1620). В 1621 году Гверчино был рекомендован маркизом Энцо Бентивольо новоизбранному папе Григорию XV (в миру Алессандро Людовизи из Болоньи). Годы, проведённые им в Риме (1621—1623), были самыми продуктивными. К этому периоду относятся его знаменитые фрески: «Аврора» в казино виллы Людовизи, роспись потолка церкви Сан-Кризогоно (1622), а также портрет папы Григория XV (ныне находится в музее Гетти, Лос-Анджелес) и алтарь Святой Петрониллы для Базилики Святого Петра в Ватикане (ныне в Капитолийском музее).
После смерти Григория XV в 1623 году Гверчино вернулся в родной город Ченто. В 1626 году он начал писать фрески в Дуомо Пьяченцы. Подробности его деятельности после 1629 года документированы в учётной книге «Libro dei Conti di Casa Barbieri», которую Гверчино и его брат Паоло Антонио Барбьери, известный художник натюрмортов, постоянно обновляли и которая сохранилась.
Гверчино продолжал рисовать, писать и преподавать до конца своей жизни, накопив приличное состояние. Он умер 22 декабря 1666 года в Болонье. Поскольку он не был женат, его имущество перешло к племянникам и ученикам, Бенедетто Дженнари II и Чезаре Дженнари. Среди других учеников были Джулио Коралли, Джузеппе Бонати из Феррары, Кристофоро Серра из Чезены, отец Чезаре Пронти из Феррары, Себастьяно Гецци, Себастьяно Бомбелли, Лоренцо Бергонцони из Болоньи, Франческо Палья из Брешии, Бенедетто Дзаллоне из Ченто, Бартоломео Караволья, Джузеппе Мария Галеппини из Форли и Маттео Лове.

## Творчество

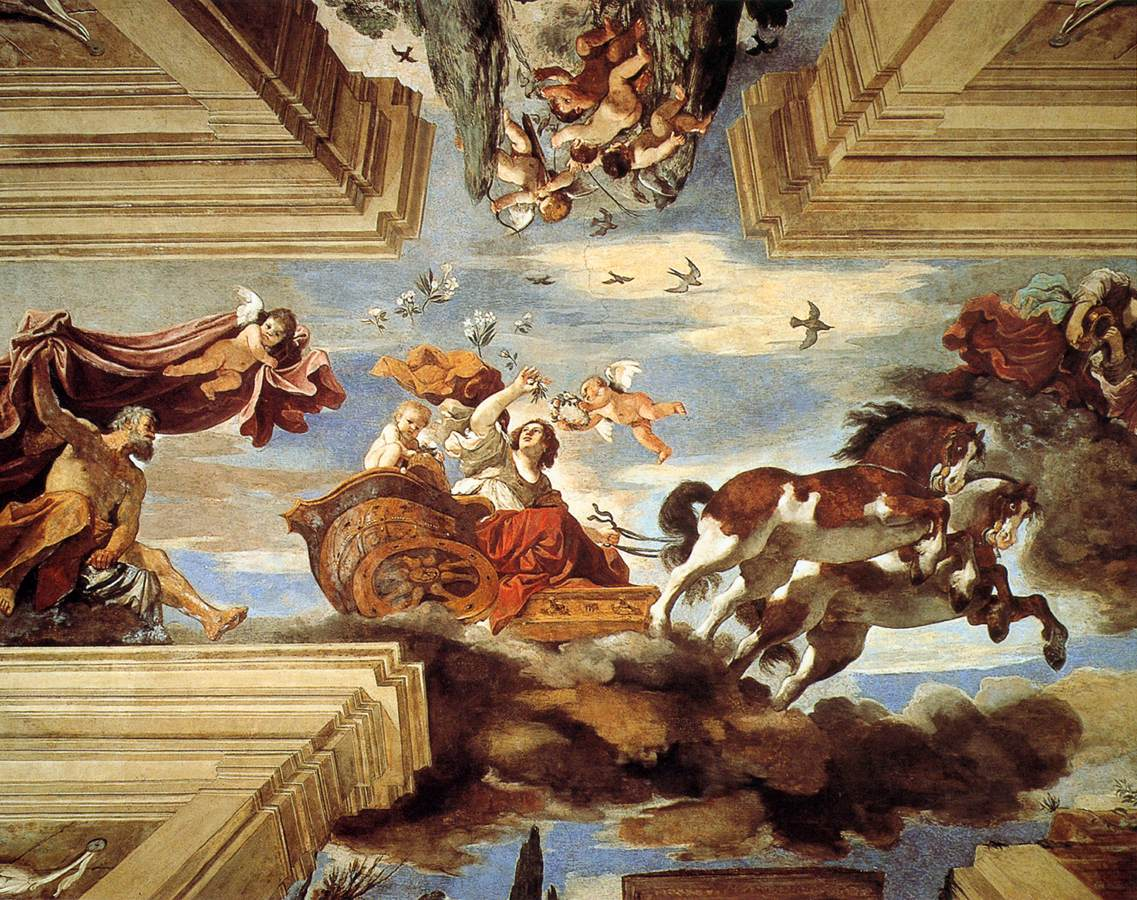
Аврора. 1621. Фреска плафона казино виллы Бонкомпаньи-Людовизи, Рим

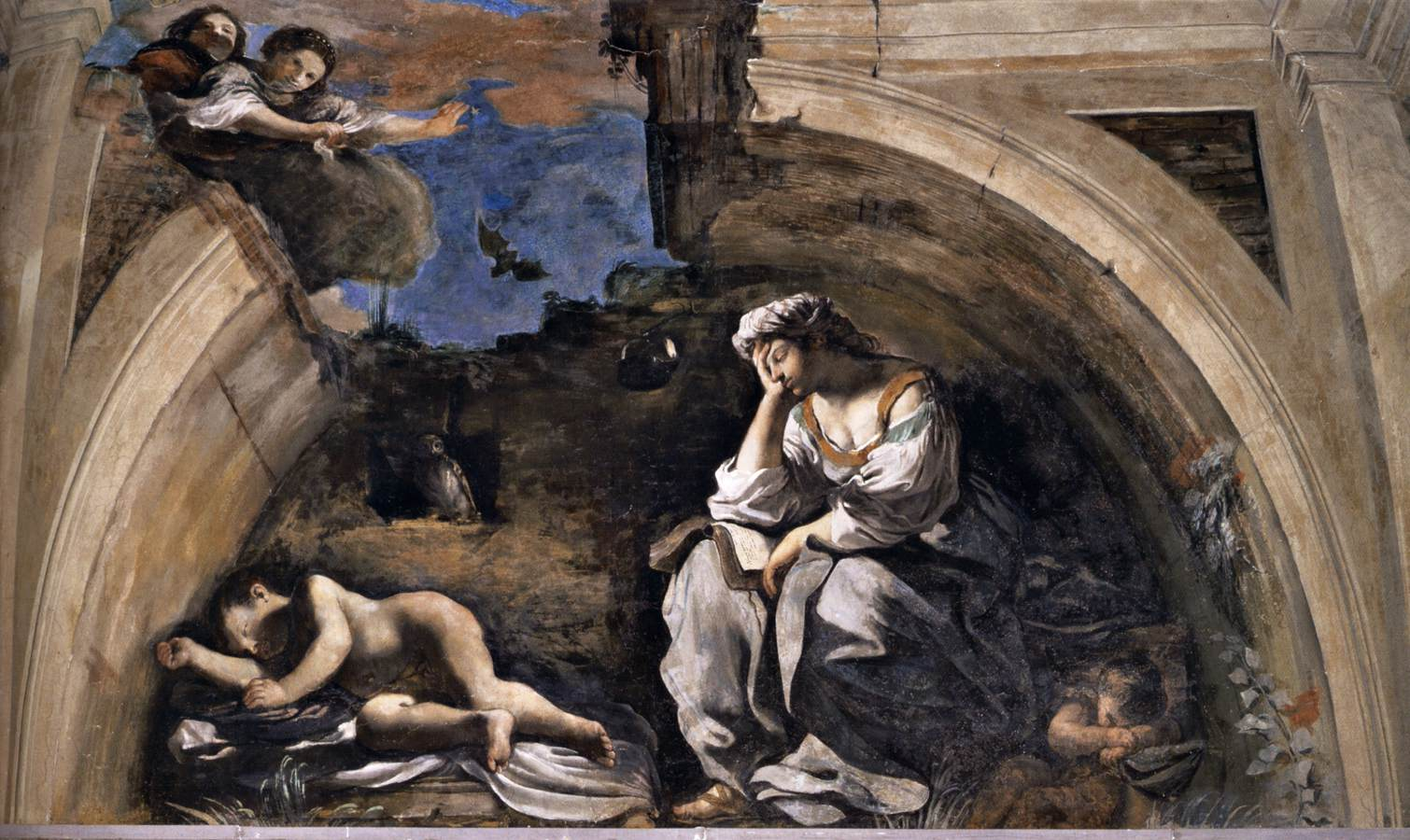
Гверчино. Ночь. 1621. Tемпера. Роспись люнета Казино виллы Людовизи

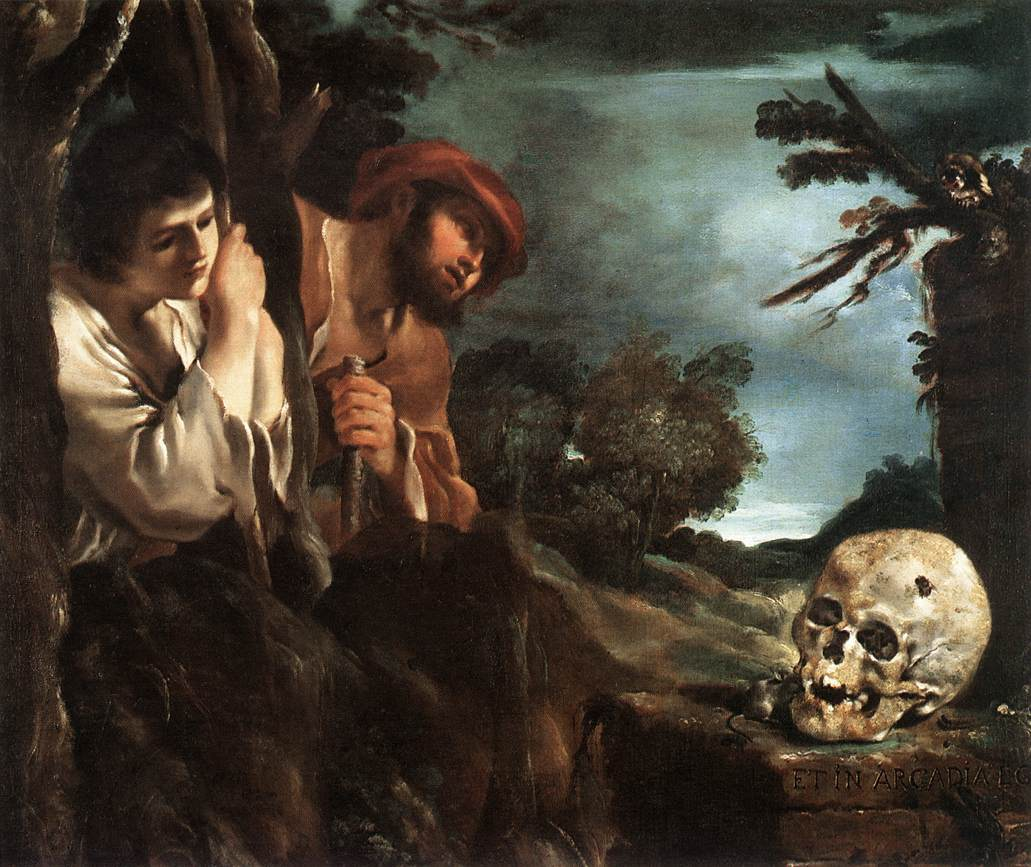
Et in Arcadia ego. 1618—1622. Холст, масло. Национальная галерея старинного искусства. Палаццо Барберини, Рим

Уроженец феррарской провинции, Гверчино был воспитан в традициях академизма болонской школы. Как художник он сложился под влиянием Лодовико Карраччи, но непосредственно не обучался в «Академии вступивших на правильный путь», основанной братьями Карраччи. Ранние произведения — «Мученичество Св. Петра» (1618—1619, Модена, Галерея Эстенсе), «Танкред и Эрминия» (1618—1619, Рим, Галерея Дориа-Памфили) созданы с повышенной драматизацией и эффектными приёмами искусственной светотени. Эти приёмы лишь внешне напоминают манеру Караваджо, но заимствованы из живописи Северной Италии — Феррары и Венеции.
Знаменитые фрески «Казино Авроры» на вилле Бонкомпаньи-Людовизи в Риме (1621) с изображениями аллегории «Ночи» и явления богини утренней зари Авроры («Аврора (богиня)») стали продолжением традиций монументальной живописи Аннибале Карраччи, продемонстрировав незаурядный талант художника в передаче световых эффектов, выигрышных ракурсов, унаследованных от мастеров Северной Италии.
Произведение Гверчино «Et in Arcadia ego» («И в Аркадии я», между 1618 и 1622), представляет собой первое известное использование этого латинского девиза, позднее подхваченного Пуссеном и другими художниками и означающего, что смерть скрывается даже в самой идиллической обстановке. Драматическая композиция картины (родственной его же «Сдиранию кожи с Марсия Аполлоном» (1617—1618), типична для ранних работ Гверчино.
Портрет Гверчино 1623 года работы Оттавио Леони подчёркивает постоянное косоглазие, которое и послужило причиной прозвания «Гверчино».
В римский период Гверчино изменил манеру письма, отойдя от рельефной лепки объёмов светотенью и излишне драматизированные жесты и положения фигур, но по-прежнему используя смелые композиционные построения и необычные ракурсы. Этот переход к классицизирующей манере характеризует картину «Явление Христа Марии» (1629, Ченто, Городская Пинакотека), гигантский алтарный образ «Погребение Святой Петронилы» (1623, Рим, Капитолийский музей). В изображении евангельского эпизода художник ещё использует эмоционально-выразительные возможности светотени, но жестикуляция действующих лиц более сдержанна.
В кругу специалистов считается, что свои лучшие работы художник создал в молодости, поэтому произведения, написанные в ранний период, получили название «истинный Гверчино» (итал. il vero Guercino). Примером подобной ранней манеры болонского мастера является композиция «Мученичество Святого Петра». Это большой алтарный образ. В нём сказалось влияние венецианской живописи XVI в., широко представленной широко в собраниях герцогов д’Эсте, а также изучение алтарных картин в церквях родного города Ченто и его окрестностей.
Влияние Караваджо проявляется в картине «Христос и самарянка» (1619—1620). Маловероятно, что Гверчино мог в то время видеть работы Караваджо в Риме, тем не менее «ранний Гверчино» демонстрирует близость к натуралистическому стилю Караваджо. Воспоминание о великих рыцарских поэмах Тассо и Ариосто отражено в картине «Танкред и Эрминия», написанной для феррарских зазказчиков круга д’Эсте. Среди ранних произведений, строящихся на резких цветовых контрастах, эта картина выделяется красотой палитры. Мягкие тона одежды волшебницы Эрминии контрастируют с холодным блеском доспехов рыцаря Танкреда.
Одно из последних произведений, созданных Гверчино в Риме, — «Святой Ромуальдо» (1640—1641, Пинакотека Равенны) — наиболее классицистическое произведение художника. В центре изображён святой, защищаемый ангелом от козней демона. Контрасты света и тени выглядят приглушёнными, но светоносность красок выдаёт руку мастера. Ткань светлой рясы Святого Ромуальдо под потоком света кажется сама излучающей сияние.
После смерти Гвидо Рени Гверчино перебрался в Болонью, где занял одно из ведущих мест в кругу мастеров этой живописной школы. В этот период его индивидуальный стиль под влиянием Гвидо Рени изменился («Агарь», 1657. Милан, Пинакотека Брера; «Мученичество святой Екатерины», Эрмитаж, Санкт-Петербург). Зрелый стиль живописи Гверчино противоречив и эклектичен: от динамичного барокко (в росписи «Казино Авроры») до патетичного маньеризма или салонной холодности поздних академичных композиций.
В санкт-петербургском Эрмитаже имеется пять картин Гверчино. А. Н. Бенуа в своём знаменитом «Путеводителе по картинной галерее Императорского Эрмитажа» (1910) весьма сдержанно отзывался о творчестве Гверчино, отмечая влияние Караваджо, «мастерское распределение красок» и «исключительную технику» художника, но также «сухую, безжизненную и пёструю в красках» позднюю картину «Мученичество святой Екатерины».
Гверчино отличался необычайной быстротой работы: он выполнил не менее 106 больших запрестольных образов для церквей, а других его картин насчитывается около 144. Он также был плодовитым рисовальщиком. Его произведения включают множество рисунков, обычно выполненных тушью, размытыми чернилами или красной сангиной. Большинство из них были созданы в качестве подготовительных этюдов к картинам, но Гверчино также рисовал пейзажи, бытовые сюжеты и карикатуры для собственного удовольствия. Рисунки Гверчино известны своей мягкой манерой, в которой «быстрые каллиграфические мазки пером в сочетании с точками, тире и параллельными линиями штриховки описывают формы».
Несмотря на предположительно монокулярное зрение из-за «ленивого» правого глаза, Гверчино продемонстрировал замечательную способность придавать зрительную глубину своим изображениям (в истории искусства известны и другие примеры художников, имевших разные типы косоглазия, — Рембрандт, Дюрер, Дега, Пикассо и (возможно) Леонардо да Винчи).
Живопись Гверчино изучали многие европейские мастера последующего времени. Ранние произведения художника оказали непосредственное воздействие на живописцев П. Ф. Мола, М. Прети, болонца Дж. М. Креспи. Помощниками художника в его мастерской были А. Тасси и М. Прети.

## Галерея

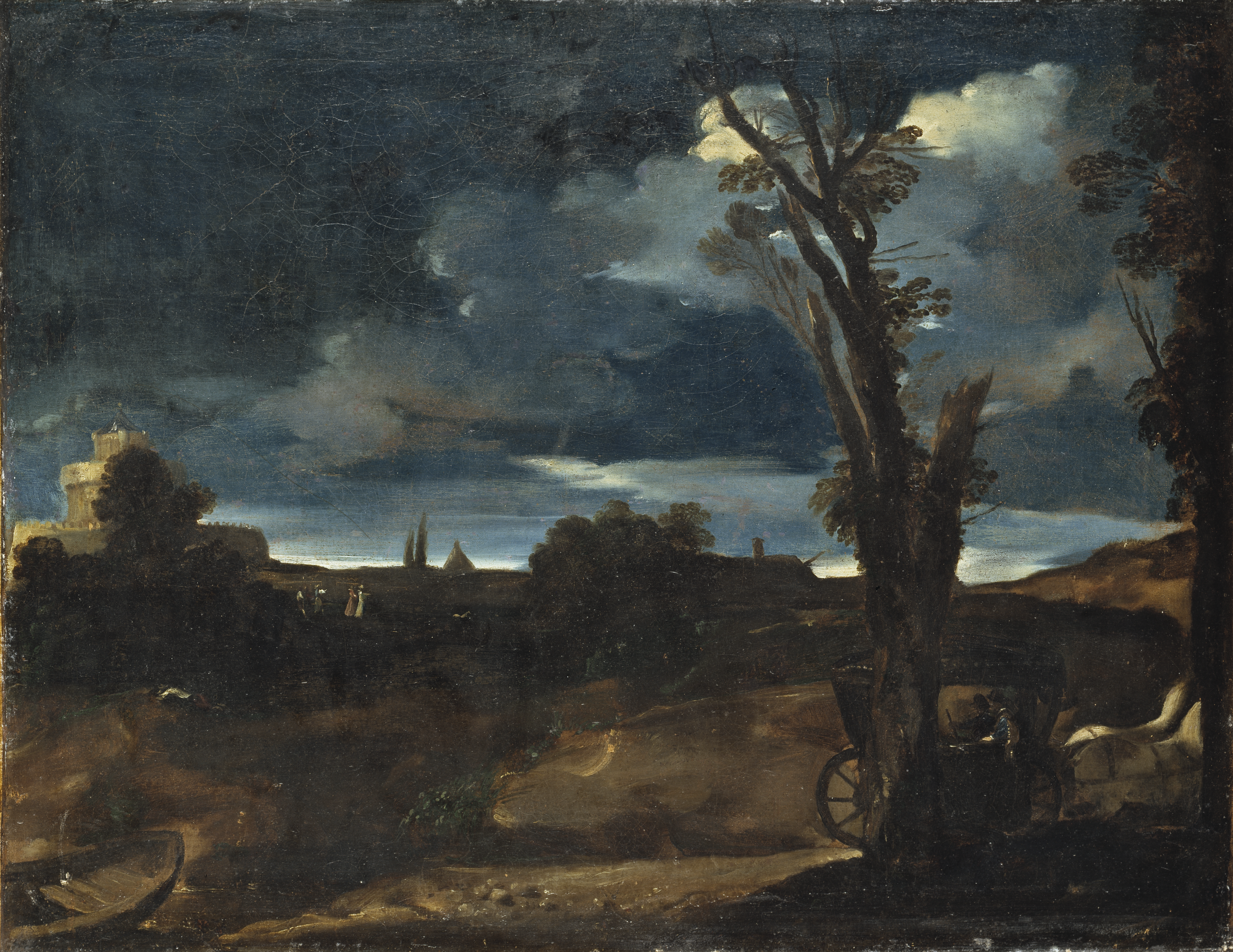
Лунный пейзаж. Ок. 1616. Холст, масло. национальный музей изобразительных искусств, Стокгольм
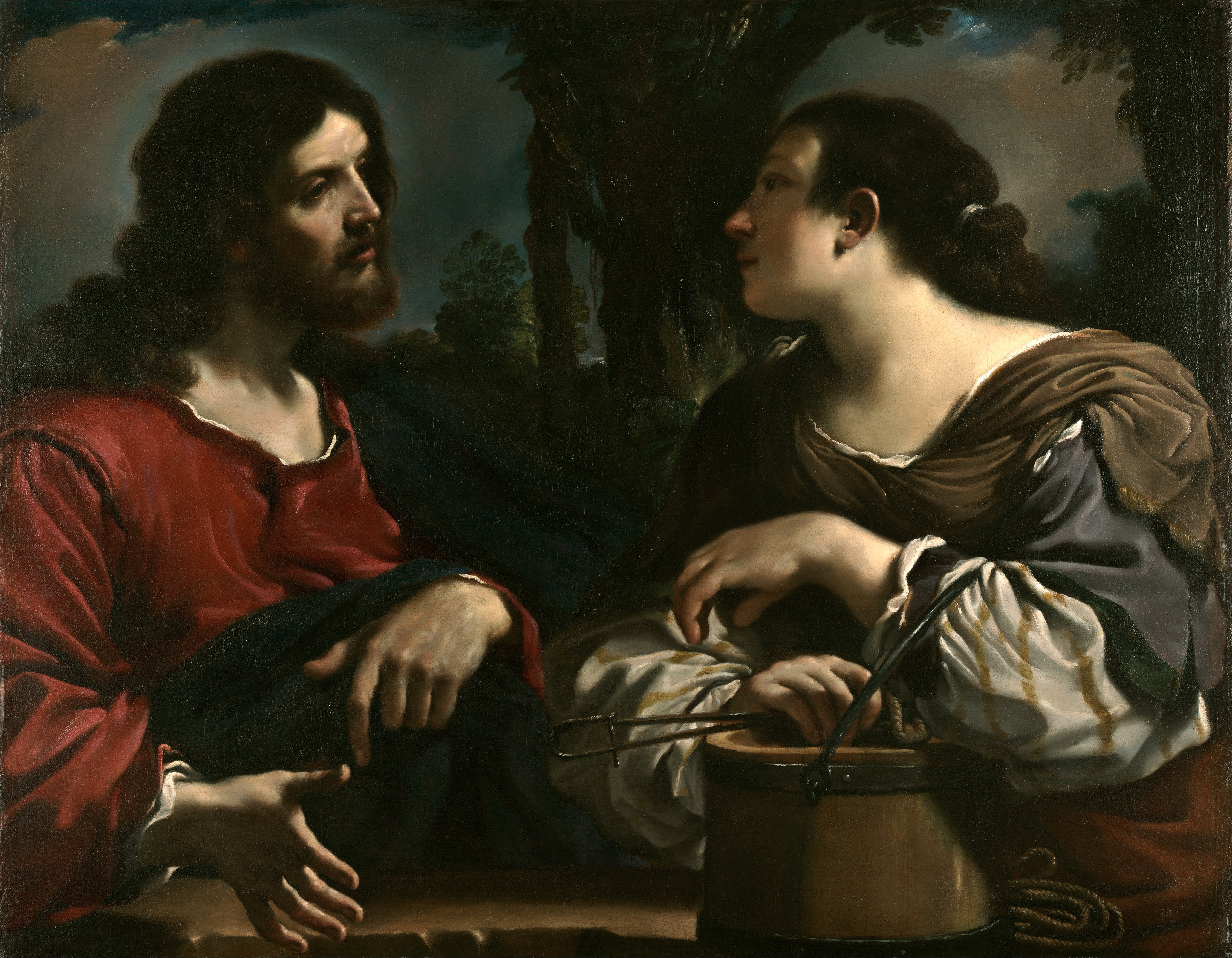
Христос и самарянка. Ок. 1620. Холст, масло. Художественный музей Кимбела, Техас, США
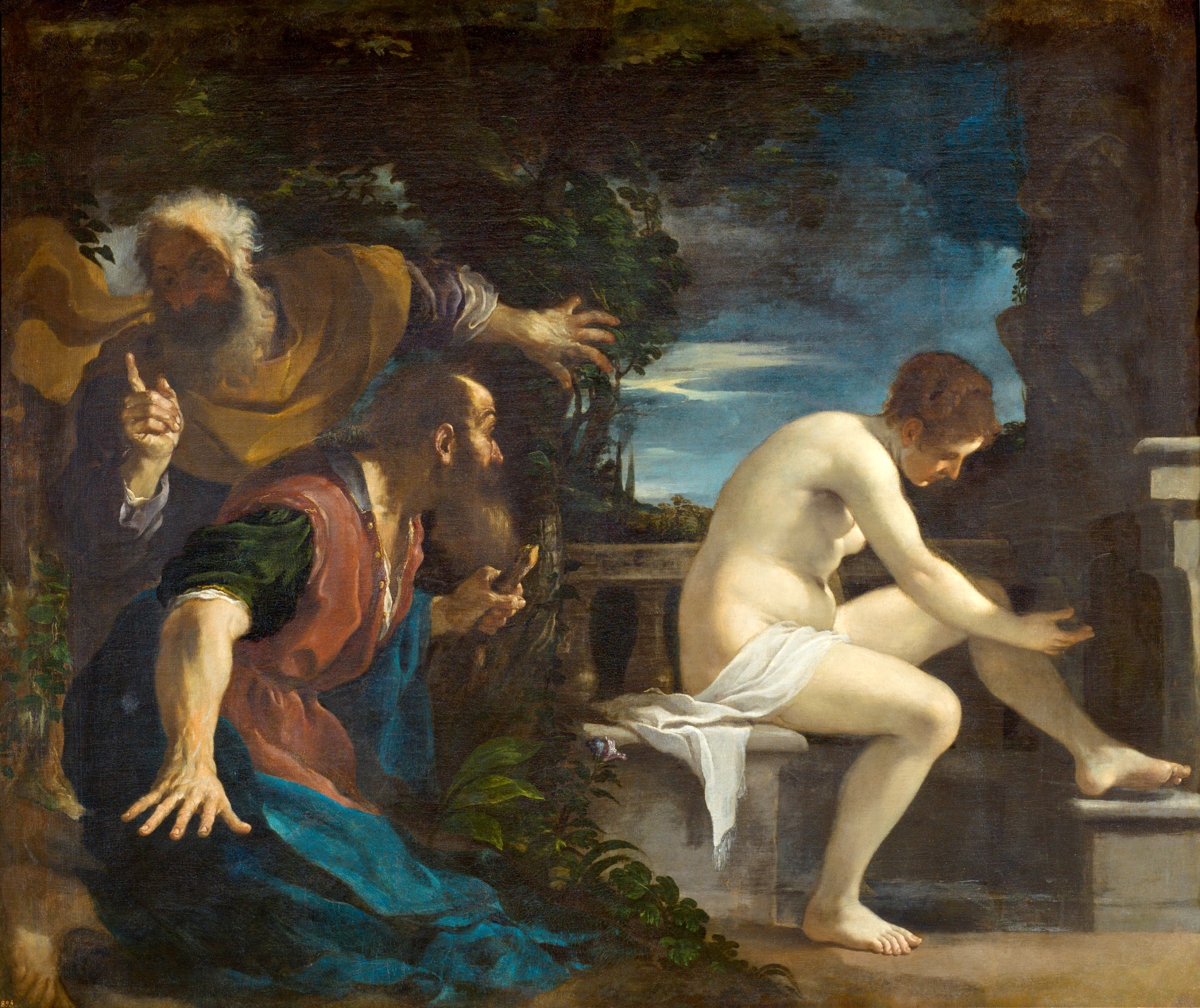
Сусанна и старцы. 1617. Холст, масло. Прадо, Мадрид
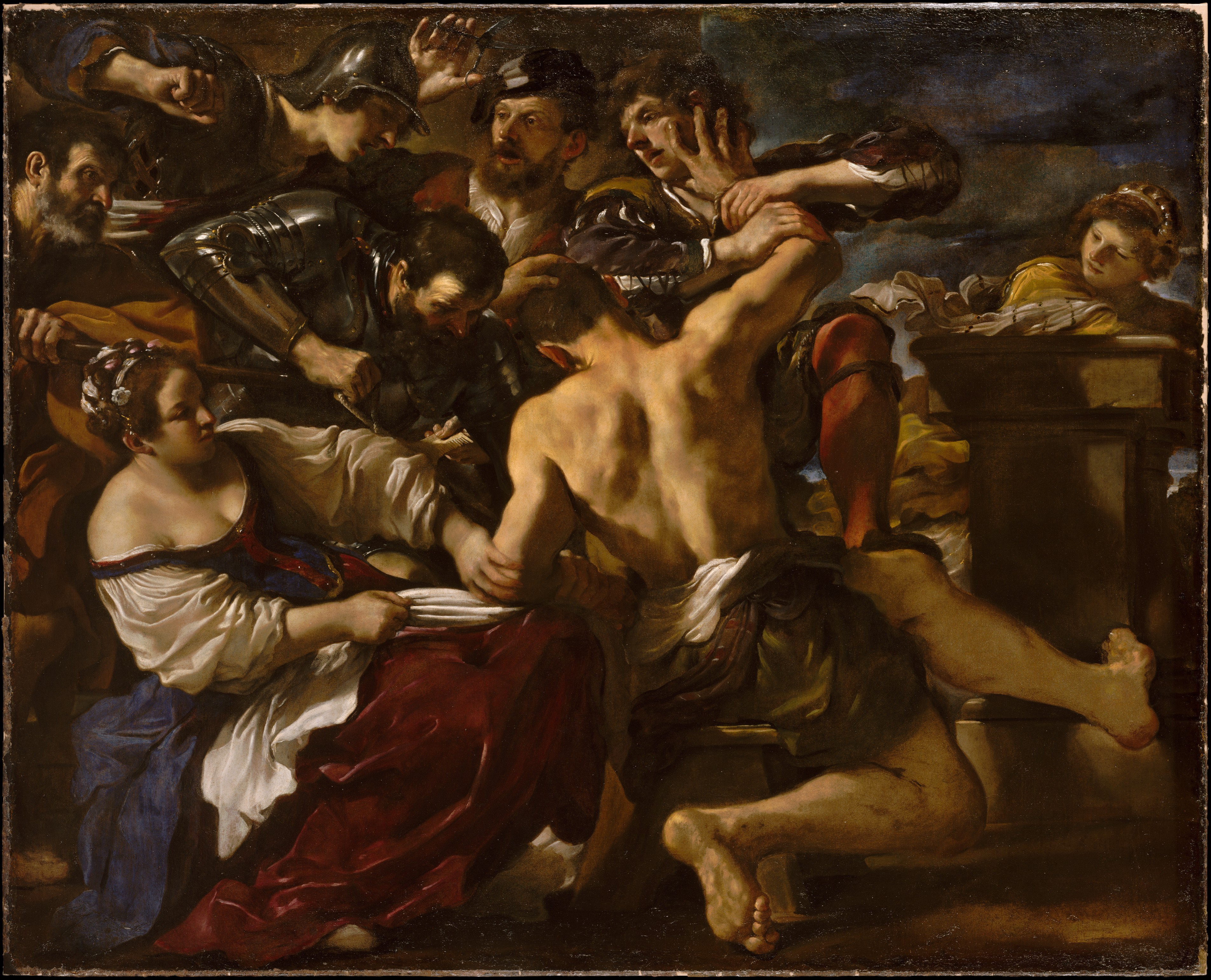
Самсон, схваченный филистимлянами. 1619. Холст, масло. Метрополитен-музей, Нью-Йорк
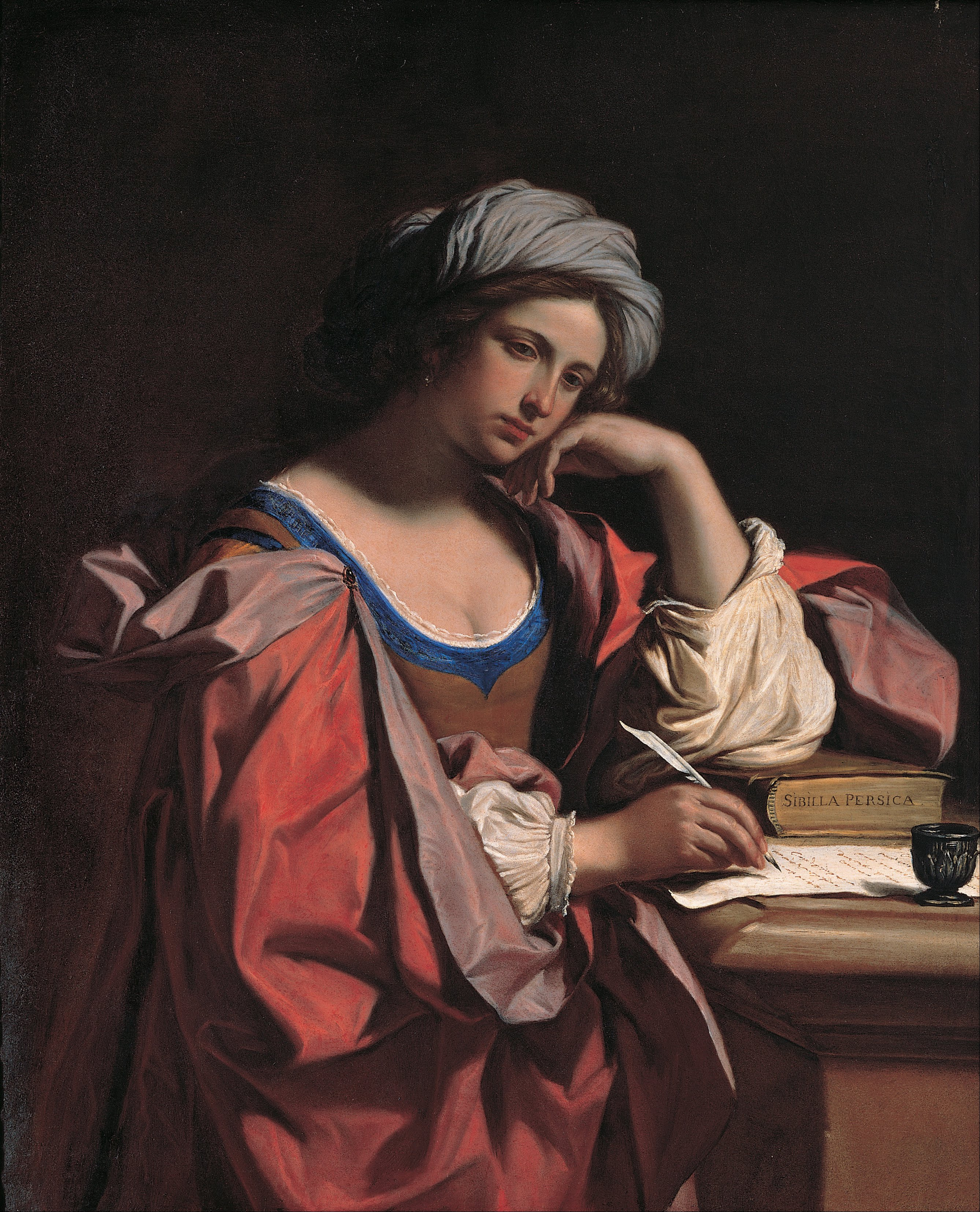
Сивилла Персидская. Ок. 1648. Холст, масло. Капитолийские музеи, Рим
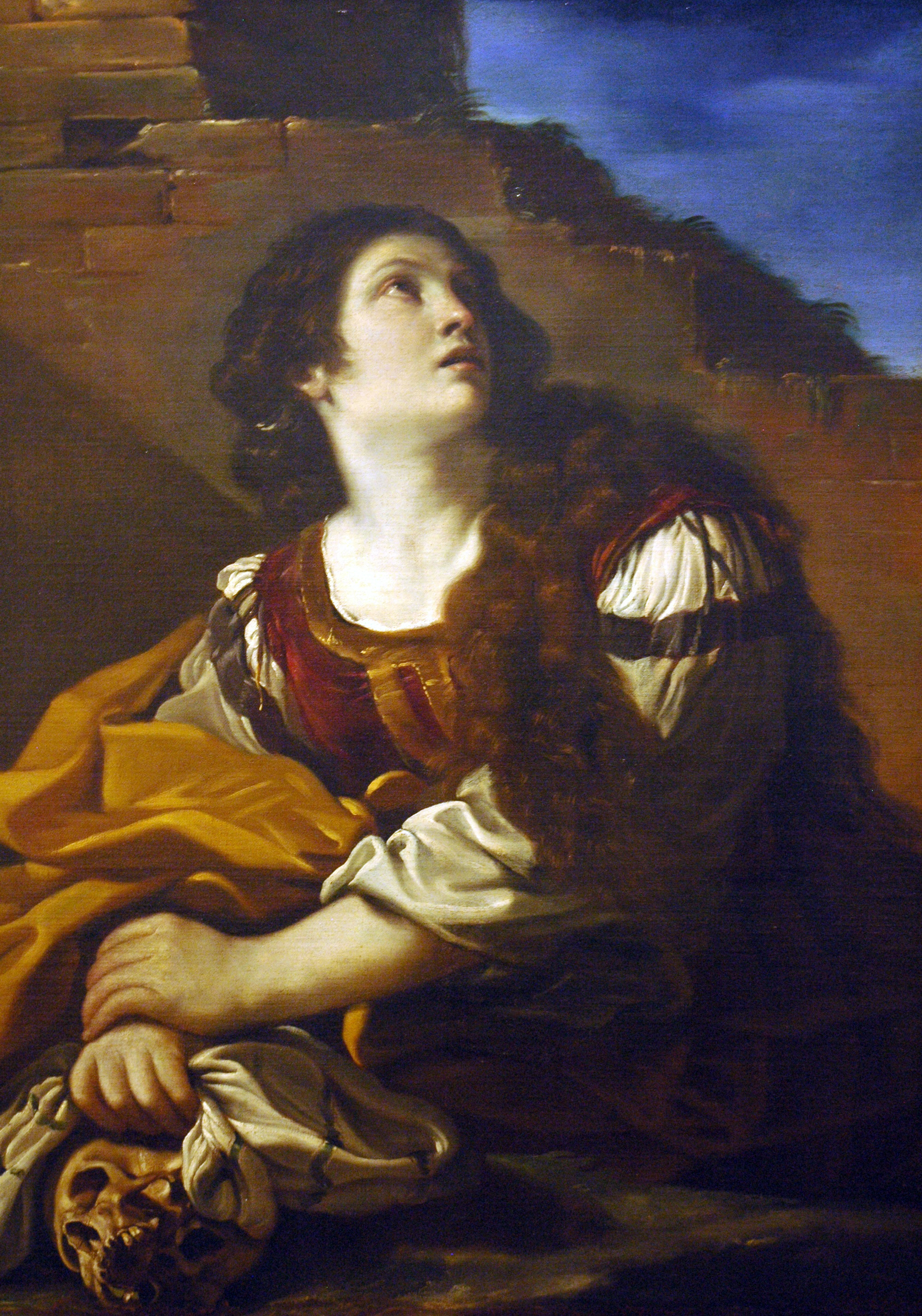
Мария Магдалина. Ок. 1625. Холст, масло. Художественный музей Блантона, Остин, Техас, США
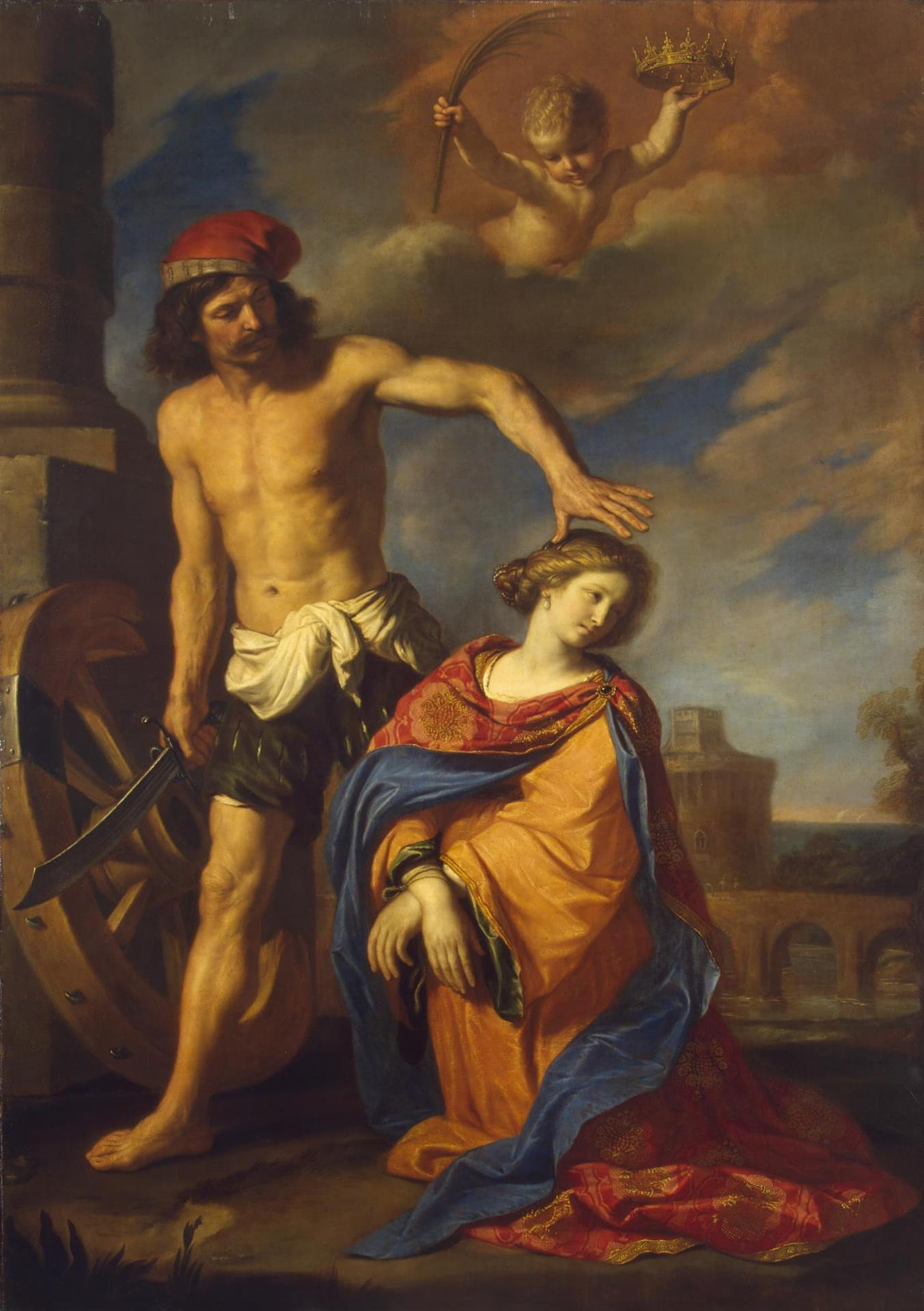
Мученичество святой Екатерины. 1653. Холст, масло. Государственный Эрмитаж, Санкт-Петербург
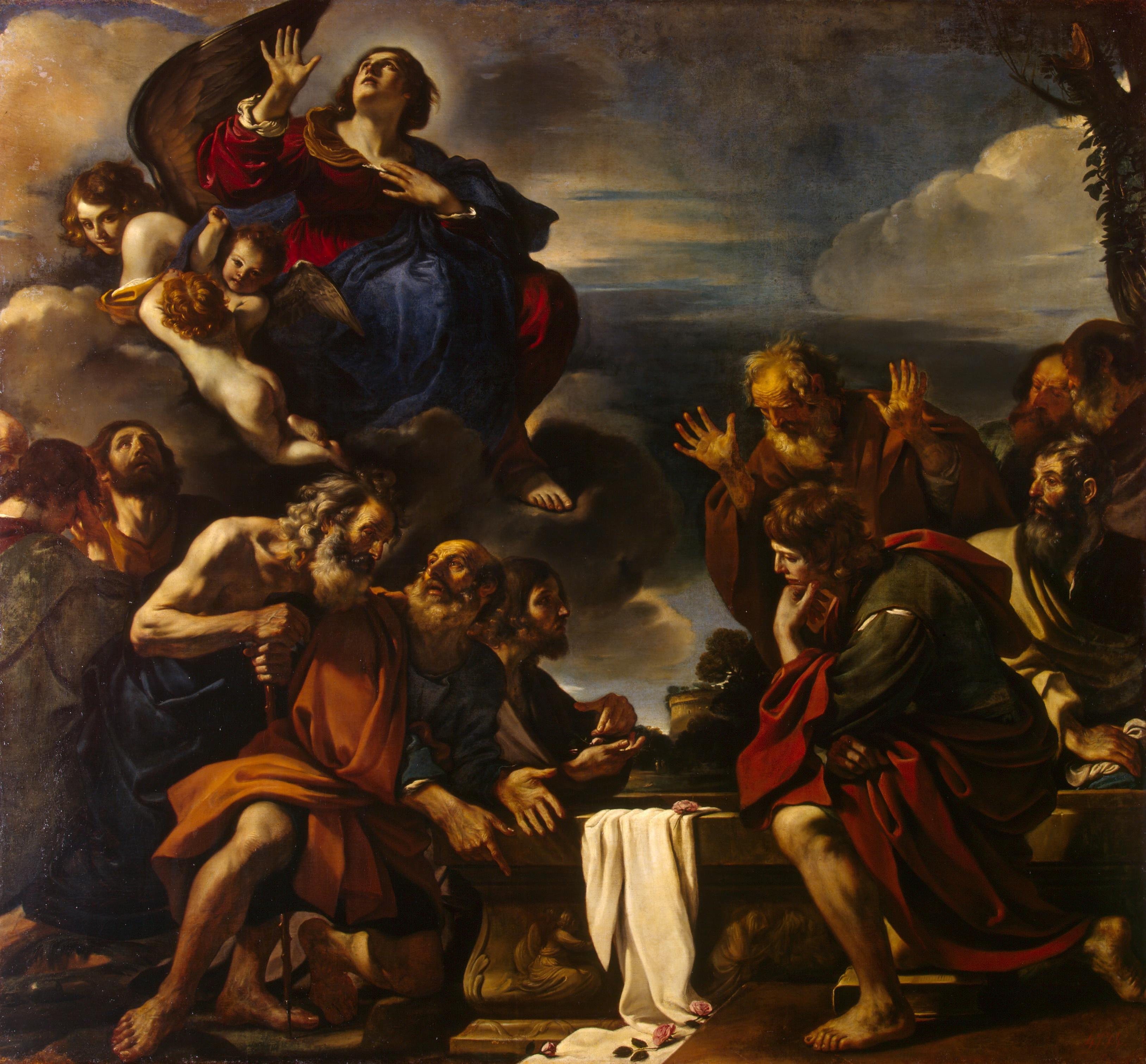
Вознесение Марии. 1623. Холст, масло. Государственный Эрмитаж, Санкт-Петербург

## Картины
- Воскрешение Лазаря (Гверчино)
- Ecce Homo (картина Гверчино)
- Концерт (Гверчино)